# أسل مستقيم الأوراق
أسل مستقيم الأوراق (الاسم العلمي: Juncus orthophyllus) نوع نباتي يتبع جنس الأسل وينتمي إلى الفصيلة الأسلية.